# Euxoa beatissima
Euxoa beatissima är en fjärilsart som beskrevs av Hans Rebel 1913. Euxoa beatissima ingår i släktet Euxoa och familjen nattflyn. Inga underarter finns listade i Catalogue of Life.